# Liste des épisodes de Taggart

Cette page recense la liste des épisodes de la série télévisée britannique Taggart.

## Première saison (1983)
1. Coup de folie [1/3] (Killer [1/3])
2. Coup de folie [2/3] (Killer [2/3])
3. Coup de folie [3/3] (Killer [3/3])

## Deuxième saison (1985)
1. L'Alliance [1/3] (Dead Ringer [1/3])
2. L'Alliance [2/3] (Dead Ringer [2/3])
3. L'Alliance [3/3] (Dead Ringer [3/3])
4. Fausse note [1/3] (Murder in Season [1/3])
5. Fausse note [2/3] (Murder in Season [2/3])
6. Fausse note [3/3] (Murder in Season [3/3])

## Troisième saison (1986)
1. Le Coup de main [1/3] (Knife Edge [1/3])
2. Le Coup de main [2/3] (Knife Edge [2/3])
3. Le Coup de main [3/3] (Knife Edge [3/3])
4. Dernier appel [1/3] (Death Cal [1/3])
5. Dernier appel [2/3] (Death Cal [2/3])
6. Dernier appel [3/3] (Death Cal [3/3])

## Quatrième saison (1987)
1. L'Arbalète [1/3] (The Killing Philosophy [1/3])
2. L'Arbalète [2/3] (The Killing Philosophy [2/3])
3. L'Arbalète [3/3] (The Killing Philosophy [3/3])
4. Toutes nos condoléances [1/3] (Funeral Rites [1/3])
5. Toutes nos condoléances [2/3] (Funeral Rites [2/3])
6. Toutes nos condoléances [3/3] (Funeral Rites [3/3])
7. Le Tatouage (Cold Blood)

## Cinquième saison (1988)
1. Le mort a disparu [1/3] (Dead Giveaway [1/3])
2. Le mort a disparu [2/3] (Dead Giveaway [2/3])
3. Le mort a disparu [3/3] (Dead Giveaway [3/3])
4. Le Mystère de la hache [1/3] (Root of Evil [1/3])
5. Le Mystère de la hache [2/3] (Root of Evil [2/3])
6. Le Mystère de la hache [3/3] (Root of Evil [3/3])
7. Le Champignon mortel (Double Jeopardy) 90 minutes

## Sixième saison (1989)
1. En chair et en sang [1/3] (Flesh and Blood [1/3])
2. En chair et en sang [2/3] (Flesh and Blood [2/3])
3. En chair et en sang [3/3] (Flesh and Blood [3/3])

## Septième saison (1990)
1. Un amour qui tue (Love Knot)
2. Le Témoin capital [1/3] (Hostile Witness [1/3])
3. Le Témoin capital [2/3] (Hostile Witness [2/3])
4. Le Témoin capital [3/3] (Hostile Witness [3/3])
5. Le Mauvais Œil [1/3] (Evil Eye [1/3])
6. Le Mauvais Œil [2/3] (Evil Eye [2/3])
7. Le Mauvais Œil [3/3] (Evil Eye [3/3])
8. Que la mort est douce [1/3] (Death Comes Softly [1/3])
9. Que la mort est douce [2/3] (Death Comes Softly [2/3])
10. Que la mort est douce [3/3] (Death Comes Softly [3/3])
11. Une galerie d'art[1] (Rogue Gallery)

## Huitième saison (1992)
1. Délice violent [1/3] (Violent Delights [1/3])
2. Délice violent [2/3] (Violent Delights [2/3])
3. Délice violent [3/3] (Violent Delights [3/3])
4. Contre vérité [1/3] (Double Exposure [1/3])
5. Contre vérité [2/3] (Double Exposure [2/3])
6. Contre vérité [3/3] (Double Exposure [3/3])
7. Le Chauffard [1/3] (The Hit Man [1/3])
8. Le Chauffard [2/3] (The Hit Man [2/3])
9. Le Chauffard [3/3] (The Hit Man [3/3])
10. Les Diamants [1/3] (Ring of Deceit [1/3])
11. Les Diamants [2/3] (Ring of Deceit [2/3])
12. Les Diamants [3/3] (Ring of Deceit [3/3])

## Neuvième saison (1993)
1. Héritage fatal (Fatal Inheritance)
2. Assurance sur la mort [1/3] (Death Benefits [1/3])
3. Assurance sur la mort [2/3] (Death Benefits [2/3])
4. Assurance sur la mort [3/3] (Death Benefits [3/3])
5. Titre français inconnu (Gingerbread [1/3])
6. Titre français inconnu (Gingerbread [2/3])
7. Titre français inconnu (Gingerbread [3/3])
8. Titre français inconnu (Death Without Dishonour [1/3])
9. Titre français inconnu (Death Without Dishonour [2/3])
10. Titre français inconnu (Death Without Dishonour [3/3])
11. Titre français inconnu (Instrument of Justice [1/3])
12. Titre français inconnu (Instrument of Justice [2/3])
13. Titre français inconnu (Instrument of Justice [3/3])

## Dixième saison (1994)
1. Titre français inconnu (Forbidden Fruit)
2. Un conte à dormir debout (Secrets [1/3])
3. Un conte à dormir debout (Secrets [2/3])
4. Un conte à dormir debout (Secrets [3/3])
5. Titre français inconnu (Hellfire [1/2])
6. Titre français inconnu (Hellfire [2/2])

## Onzième saison (1995)
1. Titre français inconnu (Prayers for the Dead [1/3])
2. Titre français inconnu (Prayers for the Dead [2/3])
3. Titre français inconnu (Prayers for the Dead [3/3])
4. Titre français inconnu (Black Orchid)
5. Titre français inconnu (Legends [1/3])
6. Titre français inconnu (Legends [2/3])
7. Titre français inconnu (Legends [3/3])

## Douzième saison (1996)
1. Titre français inconnu (Devil's Advocate [1/3])
2. Titre français inconnu (Devil's Advocate [2/3])
3. Titre français inconnu (Devil's Advocate [3/3])
4. Titre français inconnu (Angel Eyes [1/3])
5. Titre français inconnu (Angel Eyes [2/3])
6. Titre français inconnu (Angel Eyes [3/3])
7. Titre français inconnu (Dead Man's Chest [1/3])
8. Titre français inconnu (Dead Man's Chest [2/3])
9. Titre français inconnu (Dead Man's Chest [3/3])

## Treizième saison (1997)
1. Titre français inconnu (Apocalypse [1/3])
2. Titre français inconnu (Apocalypse [2/3])
3. Titre français inconnu (Apocalypse [3/3])
4. Titre français inconnu (Babushka [1/3])
5. Titre français inconnu (Babushka [2/3])
6. Titre français inconnu (Babushka [3/3])

## Quatorzième saison (1998)
1. Titre français inconnu (Beserker [1/3])
2. Titre français inconnu (Beserker [2/3])
3. Titre français inconnu (Beserker [3/3])
4. Titre français inconnu (Out of Bounds)
5. Les risques du métier (Dead Reckoning [1/3])
6. Les risques du métier (Dead Reckoning [2/3])
7. Les risques du métier (Dead Reckoning [3/3])

## Quinzième saison (1998)
1. La grande muette (A Few Bad Men [1/3])
2. La grande muette (A Few Bad Men [2/3])
3. La grande muette (A Few Bad Men [3/3])
4. L'assassin est parmi nous (Long Time Dead)

## Seizième saison (1999)
1. Le remords  (Bloodlines)
2. Un braquage insolite (A Fistful of Chips)
3. Les foudres du ciel (Fearful Lightning)
4. Le fantôme du passé (For their Sins)

## Dix-septième saison (2000-2001)
1. Le vengeur masqué (Ghost Rider)
2. La fontaine de jouvence (Skin Deep)
3. Ondes mortelles (Wavelength)
4. Carton rouge (Football Crazy)
5. Les vertiges de l'amour (Falling in Love)

## Dix-huitième saison (2002)
1. Piège mortel (Death Trap)
2. Titre français inconnu (Fire, Burn)
3. Titre français inconnu (Watertight)
4. Titre français inconnu (The Friday Event)

## Dix-neuvième saison (2002-2003)
1. Titre français inconnu (Hard Man)
2. Titre français inconnu (Fade to Black)
3. Titre français inconnu (Blood Money)
4. Titre français inconnu (New Life)
5. Titre français inconnu (Bad Blood)
6. Titre français inconnu (Half-Way House)
7. Titre français inconnu (An Eye for an Eye)

## Vingtième saison (2003-2004)
1. Titre français inconnu (Penthouse & Pavement)
2. Titre français inconnu (Atonement)
3. Titre français inconnu (Compensation)
4. Titre français inconnu (Saints and Sinners)
5. Titre français inconnu (Puppet on a String)
6. Titre français inconnu (The Wages of Sin)

## Vingt-et-unième saison (2005)
1. Titre français inconnu (The Ties That Bind)
2. Titre français inconnu (In Camera)
3. Titre français inconnu (Mind Over Matter)
4. Titre français inconnu (Cause & Effect)
5. Titre français inconnu (A Taste of Money)
6. Titre français inconnu (A Death Foretold)

## Vingt-deuxième saison (2005-2006)
1. Titre français inconnu (Running Out of Time)
2. Titre français inconnu (Cause to Kill)
3. Titre français inconnu (Do or Die)
4. Titre français inconnu (Dead Man Walking)
5. Titre français inconnu (Law)
6. Titre français inconnu (The Best and The Brightest)

## Vingt-troisième saison (2007-2008)
1. Titre français inconnu (Users and Losers)
2. Titre français inconnu (The Thirteenth Step)
3. Titre français inconnu (Tenement)
4. Titre français inconnu (Pinnacle)
5. Titre français inconnu (Genesis)
6. Titre français inconnu (The Caring Game)
7. Titre français inconnu (Lifeline)

## Vingt-quatrième saison (2008)
1. Euthanasie (Judgement Day)
2. Ile meurtrière (Island)
3. Confiance aveugle (Trust)
4. Meurtre au collège (A Study in Murder)
5. Drame passionnel (Point of Light)

## Vingt-cinquième saison (2008-2009)
1. Femmes sous influence (Safer)
2. Le mal du pays (Homesick)
3. Franchir le pas ! (Crossing the Line)
4. La voyante (Cold Reader)
5. L'informateur (Grass)
6. A double tranchant (The Knife Trick)
7. Lili Rose !   (So Long Baby)

## Vingt-sixième saison (2009-2010)
1. Réalité et fiction (Fact and Fiction)
2. Dettes de jeu (IOU)
3. L'ombre d'un héros (Local Hero)
4. L'enlèvement (The Rapture)

## Vingt-septième saison (2010)
1. Médecine obscure (Bad Medicine)
2. Abus de confiance (Abuse of Trust)
3. Un lourd silence (Silent Truth)
4. Les anges déchus (Fallen Angels)
5. A mains nues (Bloodsport)
6. Justice imminente (The Ends of Justice)